# Tsunami

Tsunami-risicoteken

Een tsunami (uitspraak: tsoenami) is een extreem hoge golf uit de zee, die de kuststrook onverwacht overspoelt. In open zee worden tsunami's veelal veroorzaakt door zeebevingen. In smal en diep water, zoals een fjord, kan het afbreken of afkalven van een grote rots een tsunami veroorzaken.
Tsunami's zijn in open zee nauwelijks merkbaar, maar winnen bij de kust aan hoogte. Naarmate het water minder diep wordt, worden de langere golven omgezet in kortere golven, waardoor het golffront steeds hoger wordt. Een tsunami is géén getijdengolf en dus geen vloedgolf in de engere betekenis.
Het woord is een Japanse samenstelling van tsu ('haven') en nami ('golf').

## Oorzaken

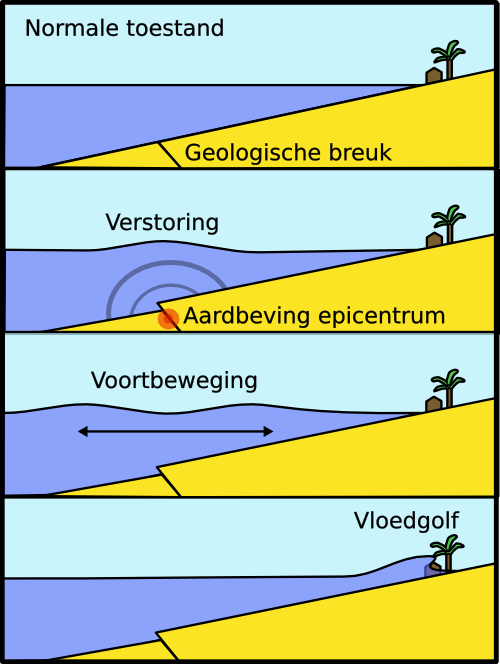
Schema van een tsunami

Elke gebeurtenis waardoor een grote hoeveelheid water in korte tijd verticaal wordt verplaatst kan een tsunami veroorzaken. Het kan dan bijvoorbeeld gaan om:
- een zeebeving, dit is een aardbeving waarvan het epicentrum in zee ligt;
- een vulkanische uitbarsting onder zee of vlak aan zee, eventueel in combinatie met een grote aardverschuiving, modderstroom of gloedwolk langs de vulkaanhelling de zee in;
- een meteorietinslag (zeer zeldzaam).

Tsunami's komen het meest voor rondom de Grote Oceaan, omdat langs alle randen van deze oceaan door platentektoniek veelvuldig aardbevingen plaatsvinden.

## Eigenschappen

### Natuurkundige beschrijving
Bij schoksgewijze beweging van de zeebodem langs geologische breuklijnen kunnen plotsklaps grote volumes water opgetild worden of wegzakken, vooral als zich een zeebeving op kilometers diepte voltrekt. Aan het wateroppervlak ontstaat in incidentele gevallen over een groot gebied een golf met een hoogte van 'slechts' enkele decimeters en een enorme golflengte (tot honderden kilometers lengte). De golf verplaatst zich in alle richtingen vanuit het ontstaansgebied, waarbij in het ontstaansgebied secundaire golven ontstaan. Afhankelijk van de beweging van de zeebodem aan weerszijden van de breuklijn vertrekt eerst een golfdal (een kuil in de waterspiegel) of juist een golftop.
Op de oceaan is het passeren van een dergelijke langgerekte golf nauwelijks merkbaar: windgolven kunnen daar veel grotere hoogtes bereiken (tot 10 meter) maar die hebben slechts een golflengte van 200 meter. Nauwkeurige dieptemeters en gespecialiseerde satellieten kunnen tsunamigolven op de oceaan direct meten. Wanneer de tsunamigolf bij de kust ondieper water bereikt vertraagt de voortplantingssnelheid aanzienlijk. Daarbij wordt de golf hoger, afhankelijk van de locatie langs de kustlijn (baai, rif, kaap, fjord) en grootte van de golf op open zee tot enige tientallen meters boven de normale vloedlijn. De energie die in een tsunamigolf is opgeslagen is veel groter dan in een losse windgolf. De waterbeweging vindt bij een tsunami plaats tot op de zeebodem, terwijl een golf door de wind slechts aan het oppervlak van de zee te merken is. Bij het bereiken van een kritieke hoogte aan de kust breekt de tsunami en rollen krachtige uitlopers verder het land in. In dit krachtige proces verliest de tsunami zijn energie uiteindelijk aan turbulentie en wrijving met zeebodem, kust, vegetatie en bebouwing.
Een windgolf bereikt een snelheid tot 40 km/u, maar een tsunami kan zich met een veel hogere snelheid verplaatsen. De periode van een tsunami (het tijdsverloop tussen het passeren van twee toppen) bedraagt een kwartier tot een uur. In diep water, zoals in de oceanen, bereiken tsunami's hun grootste snelheid, tot 1000 kilometer per uur. De snelheid vg van de golf hangt af van de waterdiepte volgens de relatie:
{\displaystyle v_{g}={\sqrt {gd}}}
Waarin geldt:
- {\displaystyle v_{g}} is de golfsnelheid in m s−1
- {\displaystyle g} is de valversnelling van 9,81 m s−2
- {\displaystyle d} is de diepte in m

Animatie van het verloop van een tsunami

Bij een grote zeebeving kan het golffront van een tsunami tot honderden kilometers breed zijn. Deze golf plant zich vanuit een lijnbron voort, waardoor de energie-inhoud per meter over de afgelegde afstand nauwelijks vermindert. Een dergelijke tsunami blijft in de regel niet onopgemerkt, zoals in december 2004 in de Indische Oceaan nabij Sumatra. Dit in tegenstelling tot kleinere tsunamigolven, die als een puntbron ontstaan (zoals bij een steen die in het water wordt gegooid, maar ook zoals bij een aardverschuiving op een vulkaanhelling op een geïsoleerd eiland midden in de oceaan). In dat geval vermindert de energie-inhoud kwadratisch met de radiaal afgelegde afstand. Alleen zeer grote onderzeese aardverschuivingen, vulkaanuitbarstingen en meteorietinslagen leiden dan ook tot significante tsunami's.

### Megatsunami
Een tsunami van grote proporties wordt ook wel een megatsunami genoemd. Er is geen strikte wetenschappelijke definitie die tsunami's in een categorie van megatsunami's kan plaatsen. Goff et al. stelden in 2014 voor dat tsunami's die een hoogte van 100 meter of amplitude van 50 meter overschrijden, een megatsunami genoemd moeten worden.

## Tsunami's aan de kust
Wanneer een energierijke tsunami ondiep water bereikt en het land op loopt, sleurt het water alles mee, met dramatische gevolgen voor de kustbewoners.
Wanneer de tsunamigolftop voorafgegaan wordt door een golfdal, trekt de zee zich eerst minutenlang terug tot een uitzonderlijk lage waterstand, tot honderden meters zeewaarts. Daarbij komen objecten boven water die anders nooit te zien zijn en het verrast vissen die op het droge komen te liggen. Ziet men dat, dan moet men meteen naar hoger gebied vluchten, maar veel mensen worden wellicht verleid de drooggevallen zee in te lopen op zoek naar vis of waardevolle voorwerpen. Onvermijdelijk komt na een kwartier tot een half uur de top van de tsunami. In andere gevallen nadert de golftop als eerste en dan is er geen vooraankondiging in de vorm van een zich tijdelijk terugtrekkende zee.
De eerste golf van de tsunami hoeft niet de hoogste te zijn, dit hangt van lokale omstandigheden in zowel het ontstaansgebied en het uitloopgebied af, zoals het voltrekken van een zeebeving en complexe weerkaatsingen van de tsunamigolven tussen eilanden en kapen in het getroffen kustgebied.
Naast mensen, dieren, bomen en gebouwen aan de kust worden ook zeedieren aan de kust door de tsunami getroffen, zoals de doejong, die graast in tamelijk ondiep water. Ook koraalriffen kunnen door een tsunami ernstig beschadigd worden. Omgewoeld zand kan levende kolonies koraaldiertjes verstikken.
Doordat eilandstaatjes in de Grote Oceaan zoals Tuvalu en Kiribati niet meer dan vijf meter boven zeeniveau uitsteken raken die bij een grote tsunami geheel overspoeld.

## Waarschuwingssystemen

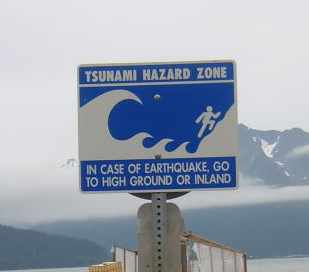
Waarschuwingsbord in Seward (Alaska)

Waarschuwingssystemen voor vloedgolven berusten op het bewaken van de beweging van het oceaanoppervlak en van grote aardbevingen dieper in zee. Sinds 1965 is het Tsunami Warning System in the Pacific actief, dat getijdestations gebruikt om tsunami's te volgen. Sinds 1996 bestaat het DART-systeem (Deep-ocean Assessment and Reporting of Tsunamis), dat in 2004 nog in een experimenteel stadium verkeerde. Waterdrukmeters op diepte communiceren via geluidssignalen met boeien, die erboven drijven. Tsunamigolven kunnen door drukmeters op grotere diepte waargenomen worden doordat waterbewegingen door windgolven niet zo diep reiken en doordat de drukverschillen door getijdebewegingen op de oceaan regelmatig en volkomen voorspelbaar zijn.

## Mogelijkheid van een tsunami aan de Noordzee
Langs de kust van de zuidelijke Noordzee zullen geen hoog oprijzende tsunami's optreden. De fjordenkust van Noorwegen en Schotland is iets kwetsbaarder. De plaattektonische situatie in de Atlantische Oceaan maakt zeer zware zeebevingen onmogelijk - in tegenstelling tot in de Indische en Grote Oceaan. Een zeebeving (bijvoorbeeld bij het vulkanische IJsland of Jan Mayen) kan leiden tot een kleine tsunami die tussen Schotland en Noorwegen de Noordzee kan binnen trekken, maar deze zal in de ondiepe zuidelijke Noordzee door bodemwrijving aanzienlijk uitdempen en al op tientallen kilometers uit de kust breken. Aardbevingen in het Noordzeegebied zelf zijn van geringe sterkte en leiden niet tot tsunami's groter dan 0,5 meter. De grootst bekende tsunami die de Noordzee in de laatste 100.000 jaar getroffen heeft werd veroorzaakt door de Storegga-aardverschuiving. Deze onderzeese aardverschuiving langs de toen instabiele zeebodem voor de kust van Noorwegen kwam kort na een periode met snelle zeebodemsedimentatie, waarbij het afsmelten van Scandinavisch landijs (, 8000 à 8200 jaar geleden) een rol speelde. Langs de Atlantische kust van Zuidwest-Europa en in de Middellandse Zee komen middelgrote tsunami's vaker voor (zie ook hieronder bij geschiedenis).

## Springvloeden en stormvloeden zijn geen tsunami's
Tussen springvloeden, stormvloeden en tsunami's zijn er grote verschillen in de oorzaken, in de voorspelbaarheid en in de uitwerking op kustgebieden.
Springvloeden zijn hoge vloeden die regelmatig optreden ten gevolge van het getij door de zwaartekracht van de maan en de zon. De duur is zo'n 3 tot 6 uur: een halve getijdencyclus, zonder dramatische gevolgen voor kustbewoners.
Stormvloeden zijn onregelmatig optredende extreem hoge vloeden ten gevolge van een krachtig windveld, al dan niet gelijktijdig met springtij. De duur is tot anderhalve dag: enkele getijdencycli en de gevolgen zijn soms catastrofaal. De watersnood van 1953 vond bijvoorbeeld plaats tijdens stormvloed in een zware storm gelijktijdig met een springvloed.
Bij springvloeden en stormvloeden is dus sprake van een opvallend hogere zeespiegel, maar niet van het binnenrollen van een specifieke incidentele grote golf zoals bij een tsunami.
In natuurkundige termen zijn er verschillen in de hoeveelheid energie per tijdseenheid, tijdsduur, grootte van het getroffen gebied, typische hoogte van brekende golven en de uitrolafstand landinwaarts. Ook de weg die wind- en getijdengolven afleggen naar de kust verschilt van de tsunamigolf: eerstgenoemden cirkelen als het ware op het land af waarbij de golven een langere weg afleggen en daardoor energie verliezen. Een tsunami gaat 'recht op het doel af' en is energie-efficiënter.